# احتجاجات أورومتشي 1989
اضطرابات عام 1989 في أورومتشي، والمعروفة أيضًا باسم أحداث 19 مايو 1989، هي اضطرابات وقعت في مدينة أورومتشي عاصمة إقليم سنجان في الصين في مايو 1989، حيث خرج المحتجون المسلمون، وهتفوا ضد الحزب الشيوعى الصينى، وهجموا على مقر الحزب في ميدان الشعب بأورومتشي في 19 مايو 1989.
كان السبب المباشر للأحداث كتاب بعنوان «العادات الجنسية» (性 风俗) نُشر في عام 1987، ويصف الحياة الجنسية للمسلمين بشكل أثار استفزاز بعض الهوي من قانسو ونينغشيا وسنجان. ونظّم المتظاهرون ومعظمهم من الأيوغور والهوي مسيرة احتجاجية طالبوا فيها الحكومة بحظر الكتاب ومعاقبة مؤلفه، وتطور الاحتجاج إلى غضب وأعمال شغب، حيث قام بعض المحتجين بالإطاحة بالسيارات، وتحطيم نوافذها، وهاجموا بعض الموظفين في مكتب الحزب الشيوعي الصيني، وأرسلت الحكومة 1000 من رجال الشرطة و1200 من جنود الشرطة المسلحة لتفريق الحشد واعتقلت 173 محتجًا.